# Карпо Скидан
Карпо Скидан (? — †1638) — полковник Війська Запорозького, «старший над Усією Україною», очільник повстання проти Корони Польської 1637—1638 років..

## Короткий життєпис

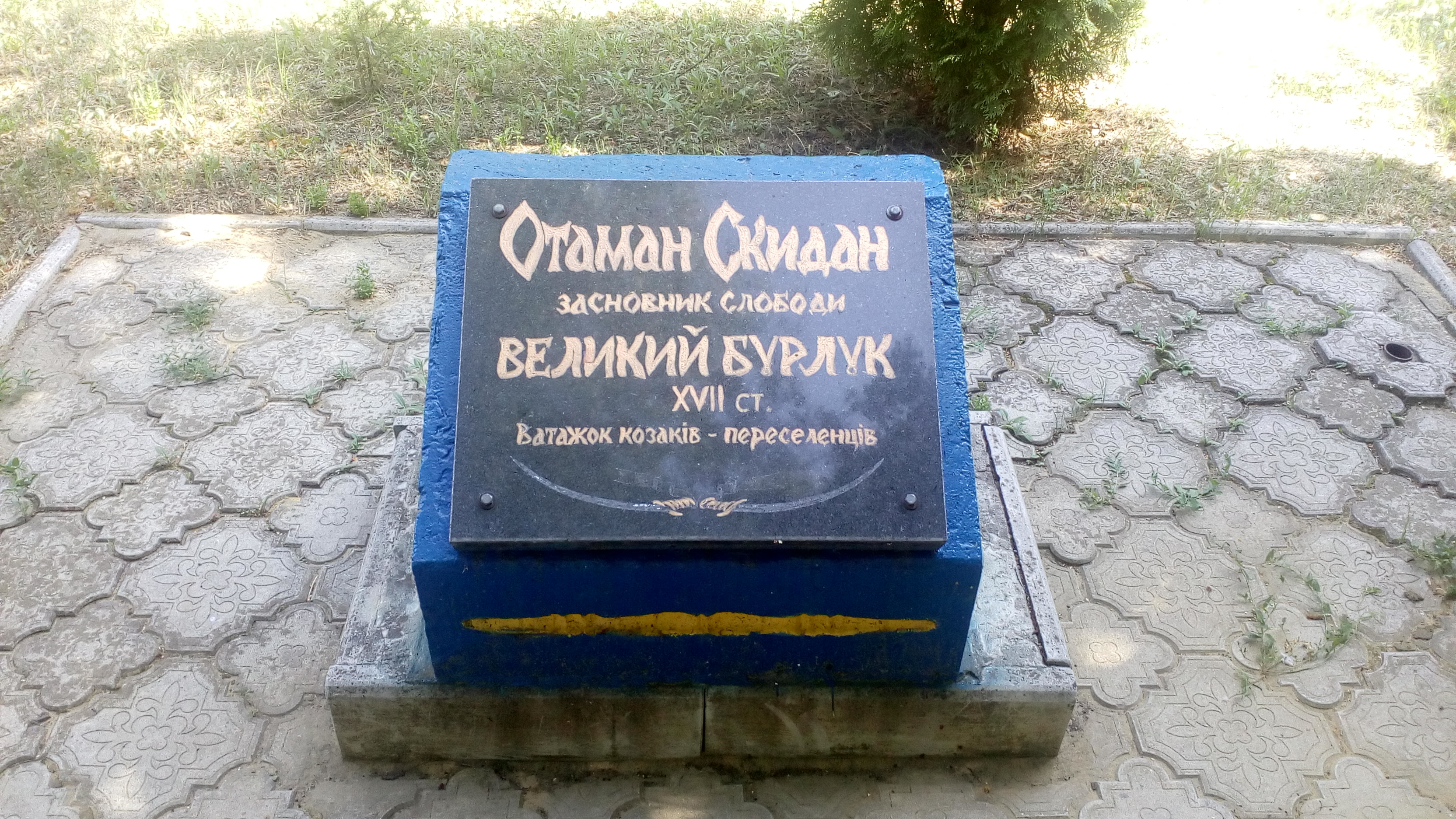
Меморіальний знак легендарному осадчому Великого Бурлука — отаману Скидану

День народження не відомий. Про дитинство також нічого не відомо.
Під час козацького повстання 1637 р. був найближчим соратником Павла Бута (Павлюка). Влітку 1637 року Павлюк послав його в Переяславський полк, де він розгорнув діяльність із організації повстання проти річпосполитської влади на Лівобережній Україні. Потім Скидан перейшов на правий берег Дніпра, закликаючи всіх повстанців збиратися до містечка Мошни (нині село Черкаського району Черкаської області) як до центру повсталого запорізького війська. Після поразки повстанців у Кумейківському бою 1637 року і їхньої капітуляції під Боровицею Скидан пішов на Запорозьку Січ.
Коли навесні 1638 року на Придніпров'ї знову спалахнуло повстання на чолі з гетьманом нереєстрових козаків Яковом Острянином, Скидан був його правою рукою. Яків Острянин і Карпо Скидан велику надію покладали на допомогу донських козаків, до яких було відряджено посольство. Разом з тим вони розіслали на Волинь, Поділля і Покуття листи із закликом до повстання проти уряду Речі Посполитої.
Під час Жовнинської битви 1638 року Карпо Скидан збирав підкріплення в Черкасах. Вирушивши до Жовнина на допомогу повсталому військові Дмитру Гуні, він в бою проти польського коронного війська був поранений. Його захопили в полон і, ймовірно, стратили.

## Вшанування пам'яті
1991 року на його честь названа вулиця у Львові.
Також вулиця Карпа Скидана є у селі Боровиця Черкаської області.